# 卜宪祚
卜宪祚（1921年7月1日—？），山东日照人。中华人民共和国政治人物。

## 生平
1946年‌9月1日加入中国共产党。1949年2‌月南下到浙江，1950年6月，以副院长身份主持温岭‌县法院工作。1951年11月担任院长（至1953年11月）。1956年6月至1962年2月，出任中共温岭‌县委副书记（1958年6月至1962年2月期间兼任县长）。1962年3月至1966年4月，担任玉环县县长。1972年至‌1981年4月，任玉环县革委会办事组组长。1981年4月退休。